# Antique Romance
《Antique Romance》是韓國組合Sunny Hill的第2枚迷你專輯。於2012年12月14日發行。唱片公司為LOEN Entertainment。

## 概要
- 《Antique Romance》是Sunny Hill的第2枚迷你專輯。與上一張迷你專輯《Midnight Circus》相距約1年6個月。
- 《Goodbye to Romance》為此專輯的主打曲目，此曲的歌詞訴說成員的初戀故事。
- 與前作《白馬正在來嗎》相同，此專輯是Sunny Hill以四人形式參與演唱。
- 主打曲《Goodbye to Romance》推出後便取得好成績，繼《Midnight Circus》、《蚱蜢讚歌》後又一大熱之作。

## 收錄內容

### CD
1. 寒冷的一天（추워지니）
Jubi主唱（Feat.尹賢尚）
2. Goodbye to Romance
主打曲目
3. 嫁給我嗎？（결혼할래요?）
4. 3 OUT
5. Goodbye to Romance (Instrumental)
6. 嫁給我嗎？ (Instrumental)